# لاژانکی (ناحیه ستراکونیتسه)
لاژانکی (به چکی: Lažánky) یک منطقهٔ مسکونی در جمهوری چک است که در ناحیه ستراکونیتسه واقع شده‌است. لاژانکی ۲٫۵۸ کیلومتر مربع مساحت و ۷۴ نفر جمعیت دارد و ۵۲۹ متر بالاتر از سطح دریا واقع شده‌است.